# Quần vợt tại Đại hội Thể thao châu Á 2018
Quần vợt tại Đại hội Thể thao châu Á 2018 đã được tổ chức tại sân quần vợt JSC, Palembang, Indonesia từ ngày 19 đến ngày 25 tháng 8 năm 2018.

## Lịch thi đấu
| Ngày tháng | 19 tháng 8    | 20 tháng 8 | 21 tháng 8    | 22 tháng 8 | 23 tháng 8 | 24 tháng 8 | 25 tháng 8 |
| Ngày       | Chủ nhật      | Thứ 2      | Thứ 3         | Thứ 4      | Thứ 5      | Thứ 6      | Thứ 7      |
| ---------- | ------------- | ---------- | ------------- | ---------- | ---------- | ---------- | ---------- |
| Đơn nam    | Vòng 1        | Vòng 2     |               | Vòng 3     | Tứ kết     | Bán kết    | Chung kết  |
| Đôi nam    | Vòng 1        | Vòng 2     | Vòng 3        | Tứ kết     | Bán kết    | Chung kết  |            |
| Đơn nữ     | Vòng 1        | Vòng 2     | Vòng 3        | Tứ kết     | Bán kết    | Chung kết  |            |
| Đôi nữ     |               | Vòng 1     |               | Vòng 2     | Tứ kết     | Bán kết    | Chung kết  |
| Đôi nam nữ | Vòng 1 Vòng 2 | Vòng 1     | Vòng 2 Vòng 3 | Vòng 3     | Tứ kết     | Bán kết    | Chung kết  |

## Các quốc gia đang tham dự
Tổng cộng có 158 vận động viên từ 23 quốc gia sẽ tranh tài trong quần vợt tại Đại hội Thể thao châu Á 2018:
- Trung Quốc (12)
- Đài Bắc Trung Hoa (11)
- Đông Timor (2)
- Hồng Kông (8)
- Ấn Độ (10)
- Indonesia (10)
- Iran (5)
- Nhật Bản (10)
- Kazakhstan (8)
- Kyrgyzstan (3)
- Liban (2)
- Maldives (7)
- Mông Cổ (8)
- Nepal (6)
- Oman (2)
- Pakistan (8)
- Philippines (5)
- Qatar (2)
- Hàn Quốc (11)
- Sri Lanka (4)
- Thái Lan (10)
- Uzbekistan (8)
- Việt Nam (6)

## Tóm tắt huy chương

### Bảng huy chương
| 1       | Trung Quốc        | 2 | 2 | 0  | 4  |
| 2       | Ấn Độ             | 1 | 0 | 2  | 3  |
| 3       | Indonesia         | 1 | 0 | 0  | 1  |
| 3       | Uzbekistan        | 1 | 0 | 0  | 1  |
| 5       | Kazakhstan        | 0 | 1 | 2  | 3  |
| 6       | Đài Bắc Trung Hoa | 0 | 1 | 1  | 2  |
| 7       | Thái Lan          | 0 | 1 | 0  | 1  |
| 8       | Nhật Bản          | 0 | 0 | 4  | 4  |
| 9       | Hàn Quốc          | 0 | 0 | 1  | 1  |
| Tổng số | Tổng số           | 5 | 5 | 10 | 15 |

### Danh sách huy chương
| Nội dung   | Vàng                                              | Bạc                                              | Đồng                                              |
| ---------- | ------------------------------------------------- | ------------------------------------------------ | ------------------------------------------------- |
| Đơn nam    | Denis Istomin · Uzbekistan                        | Ngô Di Băng · Trung Quốc                         | Prajnesh Gunneswaran · Ấn Độ                      |
| Đơn nam    | Denis Istomin · Uzbekistan                        | Ngô Di Băng · Trung Quốc                         | Lee Duck-hee · Hàn Quốc                           |
| Đôi nam    | Ấn Độ · Rohan Bopanna · Divij Sharan              | Kazakhstan · Alexander Bublik · Denis Yevseyev   | Nhật Bản · Shimabukuro Sho · Uesugi Kaito         |
| Đôi nam    | Ấn Độ · Rohan Bopanna · Divij Sharan              | Kazakhstan · Alexander Bublik · Denis Yevseyev   | Nhật Bản · Ito Yuya · Watanuki Yosuke             |
| Đơn nữ     | Vương Hương · Trung Quốc                          | Trương Soái · Trung Quốc                         | Lương Ân Suất · Đài Bắc Trung Hoa                 |
| Đơn nữ     | Vương Hương · Trung Quốc                          | Trương Soái · Trung Quốc                         | Ankita Raina · Ấn Độ                              |
| Đôi nữ     | Trung Quốc · Từ Nghị Phàm · Dương Triều Hoàn      | Đài Bắc Trung Hoa · Trần Hạo Đình · Latisha Chan | Kazakhstan · Gozal Ainitdinova · Anna Danilina    |
| Đôi nữ     | Trung Quốc · Từ Nghị Phàm · Dương Triều Hoàn      | Đài Bắc Trung Hoa · Trần Hạo Đình · Latisha Chan | Nhật Bản · Kato Miyu · Ninomiya Makoto            |
| Đôi nam nữ | Indonesia · Christopher Rungkat · Aldila Sutjiadi | Thái Lan · Sonchat Ratiwatana · Luksika Kumkhum  | Kazakhstan · Aleksandr Nedovyesov · Anna Danilina |
| Đôi nam nữ | Indonesia · Christopher Rungkat · Aldila Sutjiadi | Thái Lan · Sonchat Ratiwatana · Luksika Kumkhum  | Nhật Bản · Uesugi Kaito · Hayashi Erina           |